# トランスポート作戦
トランスポート作戦（トランスポートさくせん、Operation Transport）は、1945年3月にインド洋で実施されたイギリス軍の作戦。3月14日にフォース70（駆逐艦ソーマレズ、ヴォレージ、ラピッド）がトリンコマリーから出撃。ペナン沖まで進出し、それから3月17日にスマトラ島シグリを砲撃。
3月19日、アンダマン諸島で日本軍と交戦。スチュワード・サンドに配備された日本海軍第12特別根拠地隊の15cm砲2門による砲撃で、ラピッドとヴォレージが被弾損傷した。ラピッドでは11名の、ヴォレージでは3名の戦死者を出した。日本側は駆逐艦1隻を撃沈し1隻を中破させたとしている。日本側では15cm砲台1門が破損し、2名が戦死した。
3月20日、フォース70はアキャブに帰投した。